# Liste des orgues d'Aquitaine classés au titre des monuments historiques

## Méthodologie
Cette liste prend en compte les orgues d'Aquitaine classés uniquement, au titre objet ou immeuble, que ce soit pour leur buffet ou leur partie instrumentale et répertoriés dans la base Palissy des Monuments historiques de France. La section Reprises recense les modifications les plus importantes. Dans certains cas le classement du buffet intègre également la tribune. À défaut de précision, le classement est réputé acquis au titre objet (cas le plus fréquent) mais les initiales I.D. signifient au titre Immeuble par Destination et I. au titre Immeuble.

## Liste
| Localisation                                  | Construction                                                                                            | Reprises (modifications importantes)                                                                                     | Buffet                                                                  | Instrument           | Illustration |
| --------------------------------------------- | --- | --- | ----------------------------------------------------------------------- | -------------------- | ------------ |
| Agen, cathédrale St-Caprais                   | Jean-Baptiste Stoltz & Schaff 1855 pour l’Exposition Universelle, transféré à Agen par Abbey & Boulet   | Restaurations:1954 Eugène Rochesson & Victor Gonzalez, Manufacture Languedocienne de Grandes Orgues & Claude Berger 2004 | Notice no PM47000369                                                    | Notice no PM47000368 |              |
| Agen, cath.St Caprais, o. de chœur            | Victor & Paul-Georges Magen 1885                                                                        | Relevage Maurice Puget 1930                                                                                              |                                                                         | Notice no PM47000051 |              |
| Agen, Notre-Dame-des-Jacobins                 | Jules Magen 1846,clavier accouplement avec Barker: Magen Fils 1880                                      | Travaux: Maurice Puget 1928 & 1938, M.Billières 1960 & 1976                                                              |                                                                         | Notice no PM47000052 |              |
| Aire-sur-l'Adour, cath. St Jean-Baptiste      | Labruguière & Austruy 1758, relevé par frères Claude 1839                                               | Restaurations : 1862 Baron, 1886 Victor Magen, 1988 Robert Chauvin                                                       | Notice no PM40000007 Boirie sculpteur Aire-sur-l'Adour                  | Notice no PM40000019 |              |
| Bayonne, cathédrale Notre-Dame                | Guillaume Davanne 1705, restauré & agrandi(Positif dorsal) François Lépine 1725, Mauroumec 1774         | Reconstructions: Merklin-Schütze 1865, Victor Gonzalez 1936, restauré & augmenté: Danion-Gonzalez 1979                   | Notice no PM64000461 I. liste 1862                                      |                      |              |
| Bayonne, Saint-André                          | Wenner & Götty 1863; restauré & pneumatisé Gaston Maille 1902                                           | Restauré & modifié Victor Gonzalez 1933; relevé et légèrement modifié M. Puget 1953                                      | Notice no PM64000906                                                    | Notice no PM64000905 | PHOTO        |
| Bergerac, Saint-Jacques                       | Aristide Cavaillé-Coll 1877, réparé par Gaston Maille 1897                                              | Restauration décidée pour 2012                                                                                           |                                                                         | Notice no PM24000461 |              |
| Bordeaux, Notre-Dame                          | Godefroy Schmidt 1785, reconstruction néo-classique Joseph Beuchet 1967                                 | Restauration Michel & Gilbert Pesce 1982                                                                                 | Notice no PM33000238 frères Thomas & Durel                              |                      |              |
| Bordeaux, primatiale St André                 | Danion-Gonzalez1982, électrifié 1987, dans buffet de J.B.Micot pour St Pierre de La Réole               | Restauré Michel & Gilbert Pesce 1992, modernisé Marc Hédelin 2002                                                        | Notice no PM33000877 I. liste 1862                                      |                      |              |
| Bordeaux, abbatiale Ste Croix                 | Dom Bédos 1748, restauré Joseph Isnard 1804, transfert Primatiale St André 1812                         | Restauration reconstructive Pascal Quoirin 1995                                                                          | Notice no PM33000282 rest. Ets Limouzin                                 | Notice no PM33000293 |              |
| Bordeaux, St Louis des Chartrons              | Georges Wenner & Gaston Maille 1881                                                                     | Restauration Pascal Quoirin 2005                                                                                         |                                                                         | Notice no PM33001025 |              |
| Bordeaux, basilique St Michel                 | Jean-Baptiste Micot 1765, restauré & agrandi Nicolas HENRY 1827                                         | Reconstruction Joseph Merklin & Friedrich Schütze 1865, restauration Olivier & Stéphane ROBERT & Bernard Hurvy 2011      | Notice no PM33000898 I.D. liste 1846 restauration Mme Quoirin 2011      | Notice no PM33000319 |              |
| Bordeaux, St Paul-St François-Xavier          | Georges Wenner & Jacques Götty 1851 réutilisant 5 jeux anciens                                          | Restauré Gaston Maille 1895, modernisation inachevée Joseph Beuchet 1951                                                 |                                                                         | Notice no PM33000349 |              |
| Bordeaux, basilique St Seurin                 | Jean-Baptiste Micot 1772, restauré & agrandi Nicolas HENRY 1825                                         | Reconstructions: Georges Wenner & Jacques Götty 1855, Victor Gonzalez 1956                                               | Notice no PM33000364 Cabirol & Cessy sculpteurs, restau. 2011           |                      |              |
| Castetpugon, N.D.de l'Assomption              | Anonyme, fin XVIIIe, début XIXe siècle                                                                  | Buffet avec Montre mais vide de toute partie instrumentale                                                               | Notice no PM64000132                                                    |                      |              |
| Cauna, St Barthélémy                          | milieu 19e sous-traité par la Maison Cavaillé-Coll, transféré à Cauna par Gauziède                      | Restauration: 1927 Koenig                                                                                                |                                                                         | Notice no PM40000051 |              |
| Clairac, St Pierre-ès-Liens                   | Jules Magen 1846                                                                                        | Restauration Thomas (Angoulême) 1985                                                                                     | Buffet inscrit Notice no PM47000374                                     | Notice no PM47000101 |              |
| Dax, ancienne cathédrale Ste Marie            | J.B.Micot fils 1786, reconstruction dans buffet existant Gaston Maille 1893                             | Restauration : Pierre Chéron 1958 néo-classique, reconstruction Robert Chauvin 1987                                      | Notice no PM40000074 Caular de Dax                                      |                      |              |
| Lescar, Notre-Dame-de-l'Assomption            | Atelier Dom Bédos: Labruguière, Austruy, François Mauroumec, Jean Duhaut, transféré à Lescar en 1761    | reconstructions: Georges Wenner 1869, Gaston Maille 1895, restaurations: Robert Chauvin 1978, Nicolas Toussaint 1999     | Notice no PM64000245                                                    | Notice no PM64000250 |              |
| Lestelle-Bétharram, chapelle Notre-Dame       | Arel 1648, vandalisé à la Révolution, façade de buffet seule sans tuyau                                 | Derrière cette façade o. de chœur d'Aristide Cavaillé-Coll offert par Napoléon III en 1860                               | Notice no PM64000266                                                    |                      |              |
| Louvie-Juzon, Saint-Martin                    | Labrugière, François Mauroumec (Atelier Dom Bédos) 1773                                                 | Restauration Jean-Loup Boisseau & Bertrand Cattiaux 1984                                                                 | Notice no PM64000280                                                    | Notice no PM64000278 |              |
| Marmande, Notre-Dame                          | Aristide Cavaillé-Coll 1859, relevage & complément Maurice Puget 1936                                   | Restauration + Pédale indépendante Jean Daldosso 1998                                                                    |                                                                         | Notice no PM47000178 |              |
| Monein, Saint-Girons                          | Robert Delaunay 1684, restauration Vincent Cavaillé-Coll 1866                                           | Reconstruction Pesce & Fils 1972                                                                                         | Notice no PM64000913                                                    | Notice no PM64000912 |              |
| Montfort-en-Chalosse, Saint-Pierre            | Sous-traité par la Maison Cavaillé-Coll, à Gauziède? milieu 19e                                         | | jumeau de Cauna                                                         | Notice no PM40000236 |              |
| Nay, St Vincent                               | Gérard Brunel 1673, terminé par Robert Delaunay, 1896 reconstruit Michel ROGER                          | Restauration reconstructive Bartolomeo Formentelli 2006                                                                  | Notice no PM64000343                                                    | Notice no PM64000345 | PHOTO        |
| Oloron-Sainte-Marie, cathédrale Sainte-Marie  | Gérard Brunel vers 1650, réparé François Mauroumec 1771, reconstruit à neuf Aristide Cavaillé-Coll 1870 | Restaurations: buffet & relevage Danion-Gonzalez 1982, Manufacture Languedocienne de Grandes Orgues 1992 à 2002          | Notice no PM64000351                                                    | Notice no PM64000364 | PHOTO        |
| Oloron-Sainte-Marie, Notre-Dame               | Vincent Cavaillé-Coll1851 pour Capucins d'Oloron, transfert sans Pos. Michel ROGER 1889                 | Machine Barker par Maurice Puget 1930, modification Pédale Antonio Pesce 1954                                            |                                                                         | Notice no PM64000368 |              |
| Orthez, Saint-Pierre                          | Aristide Cavaillé-Coll 1870, restauré Michel ROGER 1925, + 5 jeux Maurice Puget 1958                    | Restauration Robert Chauvin 1982 retour à 1870                                                                           |                                                                         | Notice no PM64000370 |              |
| Périgueux, St Étienne-de-la-Cité              | Reconstruction Mutin-Cavaillé-Coll 1932, restauré par Maurice Puget 1953                                | Restaurations: Jean-Loup Boisseau restituant un Positif de dos 1977, Barthélémy Formentelli 1993                         | Notice no PM24000286 grand-corps Marin Carouge 1731 cathédrale St Front |                      |              |
| Périgueux, cathédrale Saint-Front, o.de chœur | Mutin-Cavaillé-Coll 1901, démonté en 1970                                                               | Restauré & remonté par Lucien SIMON 1994                                                                                 |                                                                         | Notice no PM24000278 |              |
| Saint-Cyprien, église St Cyprien              | Grenzig (Barcelone) 1980 dans buffet XVIIe siècle                                                       | | Notice no PM24000321 anonyme                                            |                      |              |
| Saint-Jean-de-Luz, Saint-Jean-Baptiste        | Gérard Brunel 1660, réparé Adrian & François L'Epine 1722                                               | Reconstruction Georges Wenner 1874, restauré Robert Chauvin 1980                                                         | Notice no PM64000404                                                    |                      |              |
| Saint-Jean-Pied-de-Port, N.D.du-Bout-du-Pont  | Vincent Cavaillé-Coll 1850, restauré & agrandi Victor Gonzalez 1933                                     | Restauration Alain Sals & Charles HENRY 2005                                                                             | Notice no PM64000921                                                    | Notice no PM64000920 |              |
| Saint-Palais, Ste Marie-Madeleine             | Aristide Cavaillé-Coll 1888                                                                             | Relevage 1986 Jean-François Dupont                                                                                       |                                                                         | Notice no PM64000414 |              |
| Saint-Sever, ancienne abbatiale               | Reconstruit A. Cavaillé-Coll 1896, dans buffet François Picard dit Lespine, fini Ernest Bouilloux 1900  | Restauration à l'identique (1896) Robert Chauvin 1980                                                                    | Notice no PM40000183 vers 1762                                          | Notice no PM40000213 |              |
| Sarlat-la-Canéda, ex-cathédrale St Sacerdos   | Jean-François Lépine & Antoine-Guillain Dupont 1752                                                     | Restaurations: Bessades (Albi) 1850, Haerpfer-Erman 1964, Bertrand Cattiaux 2005                                         | Notice no PM24000394 vers 1762, restau. Jean Férignac                   | Notice no PM24000384 |              |
| Sarrance, abbatiale Notre-Dame                | Anonyme, 1872 reconstruit Georges Wenner, augmenté Michel ROGER1904                                     | Reconstruction Pesce & Fils 1984 dans buffet restauré                                                                    | Notice no PM64000424 vers 1660                                          |                      |              |
| Tartas, St Jacques                            | Georges Wenner-Jacques Götty 1852                                                                       | restau. conservatrice Robert Chauvin 1995                                                                                |                                                                         | Notice no PM40000205 |              |

## Sources
- Base Palissy des monuments historiques de France
- Orgues en Aquitaine, tomes 1, 2, ADAMA chez EDISUD,  (ISBN 2-85744-329-3),  (ISBN 2-85744-361-7)